# Mano a mano (álbum)
Mano a mano es un álbum del cantautor cubano Silvio Rodríguez y del español Luis Eduardo Aute.
Es una grabación en directo del concierto que estos dos músicos realizaron en la plaza de toros de Las Ventas, en Madrid (España) el 24 de septiembre de 1993. Consta de dos CD, el primero con catorce temas y el segundo con diez.

## Lista de canciones

### Disco 1
1. "Anda" (Luis Eduardo Aute) - 2:56
2. "De alguna manera" (Luis Eduardo Aute) - 2:44
3. "Las cuatro y diez" (Luis Eduardo Aute) - 2:55
4. "Qué hago ahora contigo"(Dónde pongo lo hallado)" (Silvio Rodríguez) - 2:26
5. "Monólogo" (Silvio Rodríguez) - 4:15
6. "El necio" (Silvio Rodríguez) - 5:11
7. "Dos o tres segundos de ternura" (Luis Eduardo Aute) - 5:45
8. "Queda la música" (Luis Eduardo Aute) - 3:44
9. "La maza" (Silvio Rodríguez) - 4:41
10. "Óleo de mujer con sombrero" (Silvio Rodríguez) - 2:13
11. "Rabo de nube" (Silvio Rodríguez) - 3:52
12. "Dentro" (Luis Eduardo Aute) - 3:17
13. "El universo" (Luis Eduardo Aute) - 5:07
14. "La gota de rocío" (Silvio Rodríguez) - 5:43

### Disco 2
1. "Sin tu latido" (Luis Eduardo Aute) - 5:23
2. "Pequeña serenata diurna" (Silvio Rodríguez) - 3:40
3. "Con un beso por fusil" (Luis Eduardo Aute) - 5:02
4. "Sueño con serpientes" (Silvio Rodríguez) - 6:21
5. "Cada vez que me amas" (Luis Eduardo Aute) - 3:46
6. "Te doy una canción" (Silvio Rodríguez) - 4:04
7. "La belleza" (Luis Eduardo Aute) - 4:40
8. "Ojalá" (Silvio Rodríguez) - 3:53
9. "Al alba" (Luis Eduardo Aute) - 4:55
10. "Unicornio" o "Noticia" (Silvio Rodríguez) y "Albanta" (Luis Eduardo Aute) - 8:36

## Créditos
- Letra y música: Silvio Rodríguez y Luis Eduardo Aute.
- Coros y guitarra eléctrica: Alicia Alemán.
- Bajo: Marcelo Fuentes.
- Teclados: Luis Lozano.
- Coros y guitarra acústica: Luis Mendo.
- Guitarra eléctrica, acústica y dirección musical: Gonzálo Lasheras.
- Guitarra acústica, española y percusión accidental: Suso Sainz.
- Batería: Vicente Climent
- Mezclado en "Eurosonic" (Madrid) por: José Luis Crespo, Gonzálo Lasheras y Suso Sainz.
- Asistente de mezcla: Miguel Ángel Morales.
- Edición digital: José Luis Crespo.
- Diseño gráfico y fotografía: Manuel S. Alcantara.
- FotoTV de portada extraída del vídeo realizado por Bernardo Rossetti.
- Técnico operador de fotoTV: Ángel Rojo.
- Foto álbum personal: Maritchu R.
- Maquetación y composición: Máximo Raso y Manuel S. Alcantara.
- Diseño de luces y proyecciones: Miguel Pérez.
- Montaje de iluminación: Jesús Ángel García, Juan Manuel Gutiérrez, Adolfo Castro, Guillermo Casado, Oscar Robla y Alejandro García.
- Técnicos de sonido directo en concierto: Miguel Ángel Rarzagas (Silvio Rodríguez) y Miguel Torroja (L.E. Aute).
- Técnico de monitor: Manuel Riofrio.
- Técnico de "blackline": jon Montalgan.
- Montaje de sonido: Ramón Soto, Francisco Cabanillas, José Antonio Reguera, Antonio Muñoz.
- Unida móvil de gracbación: "Payton", Juan Vinader, Javier Uranga y Roberto Rodríguez.
- Producción del concierto: Antonio Lozano (IF).
- Equipo "IF": Javier Ribas, Javier Solano, Paloma Sedeño, Susana Martínez, Carlos Gómez y Juan Antonio Zapata.
- Prensa y medios: Fernando Esteve.

Agradecimientos
- Gracias a Frank Delgado por sus coros espontáneos y muy especiales a Lidia por sus imprescindibles sombreros bajo la luna de San Miguel que bañaba la ruta del arca perdida o, tal vez, el camino de Albanta por donde pudo perderse el Unicornio Azul. L.E. Aute.

- A Maritchu: por duenda apuntaladora por este bexo de sombreros. A los músicos de Eduardo por ser tan buenas gentes como buenos músicos. Silvio Rodríguez.

Una producción BMG Ariola S.A. dirigida y realizada por Suso Sainz y Gonzalo Lasheras.